# بيموتا

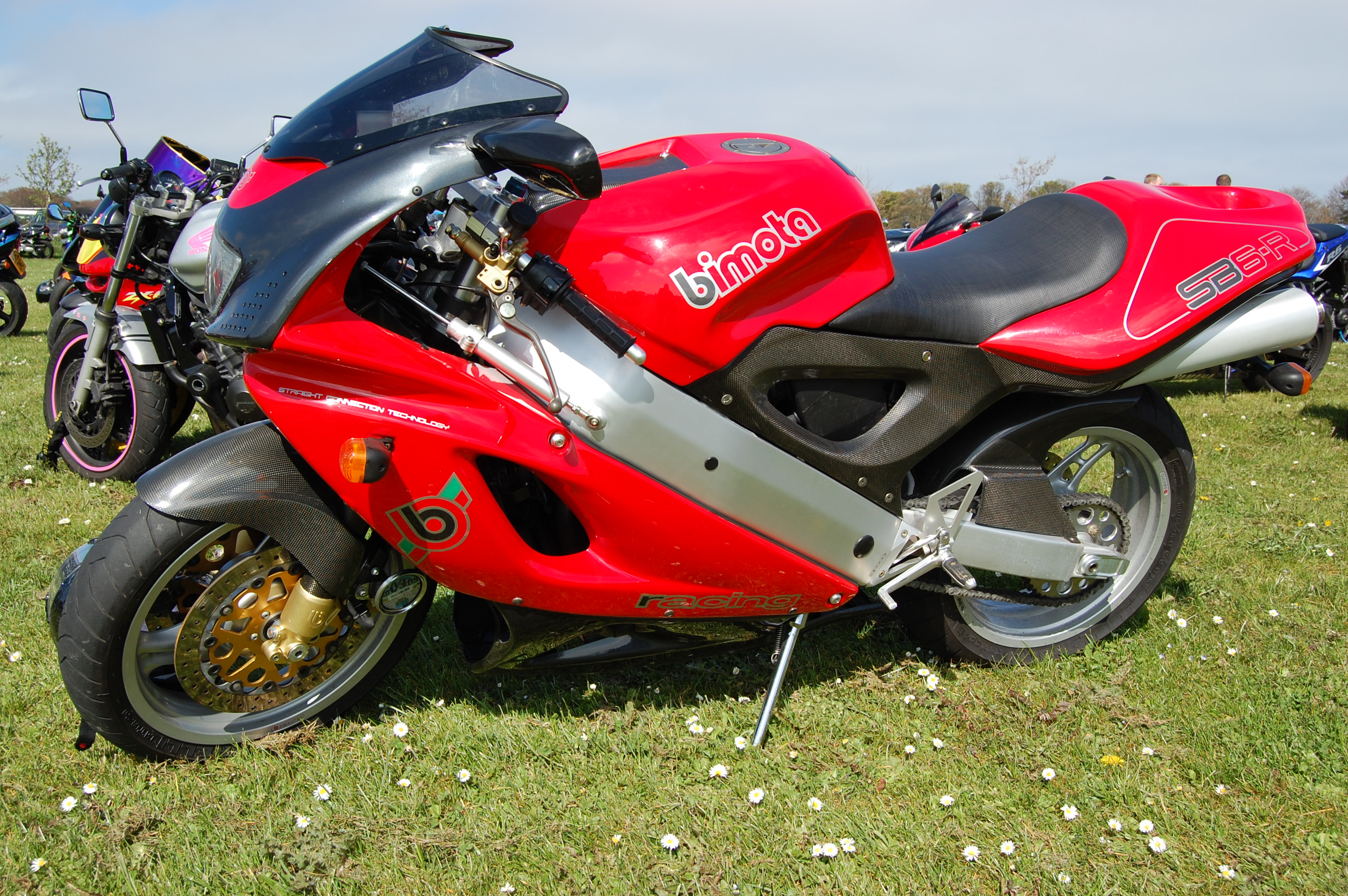
من منتجاتها

بيموتا هي شركة إيطالية لتصنيع للدراجة النارية. تأسست عام 1973 في ريميني بواسطة كل من فاليريو بيانكي، جوزيبي موري وماسيمو تامبوريني. يقع مقرها في ريميني. نافست الشركة في بطولة العالم للسوبربايك وسباق الجائزة الكبرى للدراجات النارية.

## الأنواع

### دراجات سباق نارية
- بيموتا GB1
- بيموتا HB4
- HDB1
- HDB2
- HDB3
- بيموتا SB1
- بيموتا SB8K
- بيموتا YB3
- BIC 500 8v BM 3
- V 90 BM 4

### دراجات نارية (2021)
- بيموتا تيسي H2
- بيموتا تيسي H2 كربون
- بيموتا KB4
- بيموتا KB4 RC

## وصلات خارجية
- الموقع الرسمي